# Роберто Рохас Тардіо
Роберто Рохас (ісп. Roberto Rojas Tardío, 26 жовтня 1955 — 27 вересня 1991) — перуанський футболіст, що грав на позиції захисника.

## Клубна кар'єра
Більшу частину кар'єри виступав за клуб «Альянса Ліма», з яким став чемпіоном Перу у 1977 і 1978 роках. Також недовго виступав за інші перуанські клуби «Спортінг Крістал» та «Депортіво Мунісіпаль».

## Виступи за збірну
22 квітня 1978 року дебютував в офіційних матчах у складі національної збірної Перу.
У складі збірної був учасником чемпіонату світу 1978 року в Аргентині, де зіграв лише в одній грі проти господарів турніру (0:6). Також виступав зі збірною на Кубку Америки 1983 року у різних країнах, на якому здобув бронзові нагороди.
Загалом протягом кар'єри у національній команді, яка тривала 6 років, провів у її формі 27 матчів.
Загинув 27 вересня 1991 року на 36-му році життя в ДТП.

## Титули і досягнення
- Чемпіон Перу (2):

«Альянса Ліма»: 1977, 1978